# Rashladnik
U svom radu svi strojevi koji proizvode neki rad proizvode i toplinu, koja se akumulira u njima. Da bi mogli normalno raditi, tu toplinu treba prenijeti, tj. treba je predati nekome ili nečem drugom. Rashladnik je naprava koja ima zadaću jednom toplom mediju oduzeti toplinu i predati je drugom hladnijem mediju, uz uvjet da dva medija ostanu potpuno odvojena, tj. da se ne miješaju. Oni omogućuju nesmetan odvod topline s raznih uređaja čime osiguravaju nesmetan rad i zaštitu od pregrijavanja. Njih srećemo kod svih uređaja kojima treba odvesti otpadnu toplinu i važan su dio strojnog kompleksa. Kako u njima dolazi do izmjene topline, kao i u grijačima, rashladnici su dio veće skupine izmjenjivača topline  i vrlo su slični, ako ne i isti. 
Postoji više vrsta rashladnika koje se razlikuju po svojoj izvedbi, vrstama medija koje su u njima, materijalima, veličini...

## Pločasti rashladnik
Pločasti rashladnik se sastoji od dviju steznih ploča (C na crtežu), izrađenih od ugljičnog čelika, između kojih su smještene ploče (A) i brtve (B). Sve skupa se steže zateznim vijcima (D). Ploče rashladnika su vrlo tanke ( oko 0,5 mm ), izrađene od vrlo skupih materijala (titan (element), nehrđajući legirani čelici na bazi kroma). Rade se prešanjem, tako da dvije ploče tvore kanale kojima struji medij. Između ploča nalaze se brtve, koje su smještene u svoje utore, a izrađene su uglavnom od gume, a mogu biti i od drugih brtvećih materijala. Brtve služe da spriječe curenje medija izvan sustava, kao i njihovo miješanje. Brtve su potpuno identične na svim pločama, samo je svaka druga preokrenuta tako da naizmjenično pušta medij u prostor. Izvedbom ploča postiže se turbulencija u rashaldniku, što uz čisto protustrujno gibanje medija znatno povećava koeficijent prijelaza topline kod ovih rashladnika, u odnosu na cijevne.

### Prednosti pločastih rashladnika
- mala veličina rashladnika uz isti učinak hlađenja,
- sa smanjenjem veličine smanjila se i masa rashladnika, te se mogu smjestiti na mjesta gdje cijevni ne može,
- prostor za rastavljanje rashladnika je vrlo mali,
- manje se onečišćuje zbog turbulencije tijekom strujanja,
- veličina rashladnika se može mijenjati vrlo jednostavnim dodavanjem ili oduzimanjem, ploča,
- zbog kvalitetnih materijala imaju veći vijek trajanja.

### Nedostatci pločastog rashladnika
- ploče su izrađene od vrlo skupih materijala, što poskupljuje cijenu instalacije,
- ne mogu se testirati da se vidi gdje propuštaju, niti se može lako otkloniti propuštanje,
- ploče su vrlo tanke, te prilikom rastavljanja treba biti vrlo pažljiv da ih se ne savije ili izvije, što bi ih oštetilo,
- veliki broj brtvi poskupljuje održavanje ovih rashladnika, jer ih treba redovito mijenjati,
- zbog brtvljenja su ograničeni tlakom (oko 25 bara max ) i temperaturom,
- -prilikom stezanja treba biti pažljiv da se ne stegne previše jer bi to oštetilo ploče.

Danas se pločasti rashladnici ugrađuju radi smanjenja gabarita rashladnika, te radi manjeg obima održavanja, i to uglavnom u sustavima s posrednim hlađenjem, tj u sustavima gdje postoji jedan međusustav hlađenja. Kao primarni rashladnik u većini tih sustava se i dalje zadržao cijevni rashladnik radi manjih troškova prilikom čišćenja rashladnika, kao i lakšeg i bržeg rada na njima.

## Cijevni rashladnici
Većinu rashladnika danas čine cijevni rashladnici, koji iako veći i teži imaju jeftinije i lakše održavanje, premda češće. Cijevni rashladnici se sastoje od valjkastog kućišta ili plašta u koji je umetnut snop cijevi. Jedan od medija struji kroz cijevi, a drugi struji oko njih. Nemiješanje medija osiguravaju brtve.
Rashladnik se sastoji od plašta ili kućišta izrađenog od čeličnog lima, na kojemu su zavarene dvije prirubnice. U kućište je umetnut cijevni snop s cijevnim pločama. Cijevi su izrađene od posebne vrste mjedi (aluminijska mjed : 22% Zn, 76% Cu, 2% Al ) ili legure bakra i nikla (70 – 30 ), a s cijevnom pločom (obična mjed) su spojene razvrtanjem. Cijevne ploče i cijevi na mjestu drže dva poklopca ( uglavnom od lijevanog željeza ), koji su spojeni na prirubnice,  na plaštu. Poklopci imaju na sebi pregrade koje određuju broj strujanja medija kroz rashladnik. Nepropusnost osiguravaju brtve koje brtve između medija, kao i prema vani. Jedan kraj cijevnog snopa i cijevna ploča spojeni su tako da se cijevni snop može gibati slobodno zbog temperaturnih promjena. Strujanje drugog medija određuju pregrade na cijevnom snopu koje usmjeravaju tekućinu poprijeko na cijevi. Poklopci rashladnika su izliveni od željeza i kao takvi imaju najniži električni potencijal u rashladniku i napravljeni su da ih galvanska struja napada, štiteći tako cijevi u rashladniku. Da bi se smanjio utjecaj korozije i galvanskih struja, na poklopcima postoje mjesta za anodnu zaštitu  (Zn – protektore). 

### Spoj cijevi i cijevne ploče
Spoj cijevi i cijevne ploče izveden razvrtanjem ili proširivanjem (slika lijevo). To je industrijski postupak, gdje se ploča i cijevi spajaju razvrtanjem cijevi. Nedostatak ovog načina spajanja je da se cijevi ne mogu odvojiti od ploče jednostavno, već se u slučaju puknuća cijevi pribjegava otklanjanu curenja tako da se cijev začepi mjedenim čepom s oba kraja. Rashladnici su dimenzionirani da se može začepiti najmanje 15% cijevi bez da se dovede u pitanje rashladni učinak. Puno jednostavniji i bolji način spajanja cijevi i cijevne ploče je brtvom i cijevnom maticom (slika desno) koja se steže odvijačem, a postoje i izvedbe sa šestostranom glavom koje se stežu ključem.  Materijali brtve ovise o tlakovima i temperaturama, koje limitiraju ovaj način spajanja cijevi i ploče. Izmjena oštećenih cijevi je jednostavna, odvijanjem matice, te izvlačenjem cijevi i brtve. Glavni nedostatak ovog načina spajanja je da su sada spojevi najslabiji dio lanca i na njima se ponekad zna javiti propuštanje, zbog oštećenja brtve, a prednost je što same cijevi mogu preuzeti ulogu dilatacija, pa nije potrebno to posebno rješavati.

### Strujanje tekućine kroz rashladnike
Strujanje tekućine kroz rashladnike može se izvesti na više načina.  
Strujanja se određuju izvedbama pregrada u rashladniku, bilo pregrada oko cijevnog snopa,  bilo pregradama na poklopcima rashladnika. Strujanje medija kroz cijevi određuje oblik poklopca rashladnika, tj poklopci rashladnika određuju broj strujanja medija kroz cijevi. Važno je napomenuti da oba poklopca moraju biti odgovarajuća, da bi se postiglo strujanje. Povećanjem broja pregrada na poklopcima povećava se broj prolaza medija kroz cijevi.

### Brtvljenje
Brtvljenje u rashladniku se izvodi na više mjesta. To može biti brtvljenje cijevne ploče i poklopca, kao i brtvljenje između plašta i cijevne ploče. Brtvljenje između cijevne ploče i poklopca rashladnika je izvedeno običnom brtvom koja je napravljena tako da prati pregrade na poklopcu. Brtvljenje cijevne ploče i poklopca se radi kod rashladnika koji imaju slobodnu jednu stranu cijevnog snopa, te ta brtva mora podnijeti i određeno opterećenje pomaka.
Postoje i izvedbe rashladnika gdje je ploča fiksno spojena na plašt, a plašt ima dilatacijski spoj. Posebna izvedba je rashladnik s   U  oblikom cijevnog snopa, čime je u potpunosti isključena potreba za dilatacijskim spojem, a i brtvljenje je puno lakše.

### Poveznice
Shell and tube heat exchanger:

## Upotreba i mediji u rashladnicima
Rashladnici imaju vrlo široku primjenu. Koriste se kao rashladnici vode, ulja i zraka na motorima s unutrašnjim izgaranjem, kao rashladnici- kondenzatori u rashladnim sustavima,na sustavu hlađenja hidrauličnih dizalica, na evaporatorima za proizvodnju slatke vode ili desalinizatorima, u industriji,... 
Na slici desno je prikazan rashladnik zraka motora s unutarnjim izgaranjem. A i B su ulaz i izlaz rashladne tekućine, C i D pokazuju strujanje zraka, E označava cijevi rashladnika na kojima su postavljene lamele G.
Slovom F prikazana je pregrada na poklopcu rashladnika.
Vrlo slično bi izgledao i rashladnik vode automobila, gdje bi hlađena tekućina bila unutra, a zrak bi hladio rashladnu tekućinu.

### Mediji
Vrste medija u rashladniku ovise o njegovoj namjeni. Najčešće se sreću rashladnici vode i ulja, a na motorima s unutrašnjim izgaranjem i rashladnici zraka. Kod rashladnika kompresora hladit će se zrak, ili neki rashladni plin (razni Freoni).
Rashladni medij koji odvodi toplinu je većinom voda, bilo slatka ili slana a kod nekih manjih uređaja rashladni medij je zrak.

## Održavanje i problemi
U praksi se susrećemo s mnogo rashladnika. Tijekom svakodnevnog rada morat ćemo ih održavati i popravljati ih. Najčešći problemi s rashladnicima su onečišćenja, bilo cijevi ili oko cijevi, bilo ploča u pločastom rashladniku. Onečišćenja su uglavnom od živih vodenih organizama, mulja i pijeska te raznih naslaga s vodene, te od taloga hlađenog sredstva s druge strane. Također, valja napomenuti najveći problem rashladnika, a to je kamenac. Čišćenje pločastih rashladnika se vrši rastavljanjem ploča, te struganjem plastičnom ili mjedenom četkom čime se uklanjaju nećistoće. Cijevni rashladnici se čiste provlačenjem kalibriranih četki kroz cijevi, te ispiranjem cijevi vodom. U slučaju nakupina kamenca, njega odstranjujemo upotrebom solne kiseline, a u slučajevima teškog začepljenja kamencom kod cijevnih rashladnika potrebno je cijevi čistiti ručnim svrdlom koje je kalibrirano točno za dijametar cijevi.
Osim onečišćenja rashladnika i smanjenja rashladne moći najveće probleme s rashladnicima može se imati zbog miješanja dvaju medija. To nam je očit znak da je ploča ili cijev puknuta i tada moramo pristupiti popravku.